# Dieter Nolte
Dieter Nolte (* 21. Januar 1941 in Herlinghausen; † 26. Februar 2010 in Erbach) war ein hessischer Politiker (SPD) und Abgeordneter des Hessischen Landtags.

## Leben
Dieter Nolte war Sozialarbeiter. 1967 bis 1971 leistete er Jugendarbeit im Evangelischen Dekanat Erbach und leitete die Dekanatsstelle des Diakonischen Werks Erbach und Rimbach. Zwischen 1985 und 1991 war er Vorsitzender des Gesamtpersonalrats des Diakonischen Werks von Hessen und Nassau. Bis 1991 war er Dienststellenleiter beim Diakonischen Werk in Hessen und Nassau in Bad König / Zell. 
Dieter Nolte war evangelisch, verheiratet und hatte vier Kinder.

## Politik
Dieter Nolte war Mitglied der SPD, und dort in vielen Vorstandsämtern tätig. So war er von 1986 bis 2000 Unterbezirksvorsitzender (Kreisvorsitzender). 
Kommunalpolitisch war er seit 1972 Mitglied des Kreistages. Dort war er von 1981 bis 1989 Vorsitzender des Schul- und Kulturausschusses und von 1981 bis 1989 Vorsitzender der sozialdemokratischen Fraktion. Seit 1993 bis zum November 2004 wirkte er als Kreistagsvorsitzender.
Für die SPD war er 1990 bis 1993 und seit 1995 Mitglied der Verbandsversammlung des Landeswohlfahrtsverbandes Hessen.
Vom 5. April 1991 bis zum 4. April 2003 war er drei Wahlperioden lang Mitglied des hessischen Landtags. Bei der Landtagswahl in Hessen 1999 wurde er als Direktkandidat im Wahlkreis Odenwald gewählt. Im Landtag war er Vorsitzender des Jugendhilfeausschusses und Sprecher der SPD-Fraktion für Soziales und Jugend.